# Успенський собор (Варна)
Успе́нський собо́р (болг. «Катедрален храм Успение на Пресвета Богородица» або Катедрален храм «Успение Богородично») — найбільший храм міста Варна у Болгарії і катедральний собор Варненської митрополії Православної церкви Болгарії.
Розташований в центрі міста на площі Кирила і Мефодія. Тринефний баневий собор був офіційно відкритий у 1886 році як пам'ятник звільненню Варни від османського панування. Належить до кафедри митрополита Варненського.
Величністю еклектичного силуету, з елементами візантійської і готичної архітектури, храм домінує в загальноміському силуеті.
Автор проєкту (1883) — архітектор Василь Маас із м. Одеса , автор реконструкції дзвіниці  (1941) — архітектор С. Попов.
Храм знаменитий чудовим зібранням ікон, фресок і вітражів. Більшість фресок всередині написано вже після Другої світової війни. Під час недільних та святкових богослужінь тут можна почути спів найвідомішого болгарського чоловічого хору. У вечірній і нічний час храм підсвічується.